# Stratiomys diademata
Stratiomys diademata is een vliegensoort uit de familie van de Stratiomyidae. De wetenschappelijke naam van de soort is voor het eerst geldig gepubliceerd in 1887 door Bigot.